# 金塔尼利亚德尔蒙特
金塔尼利亚德尔蒙特，是西班牙卡斯蒂利亚-莱昂萨莫拉省的一个市镇。 总面积22平方公里，总人口133人（2001年），人口密度6人/平方公里。